# 碳酸铀酰
碳酸铀酰是一种无机化合物，化学式为UO2CO3。碳酸铀酰为黄色固体，有放射性。受热分解。

## 配合物
铀酰离子能够很容易地和碳酸根形成配合物，如(NH4)4UO2(CO3)3。